# Snap Inc.
Snap Inc. (vormals Snapchat Inc.) ist ein US-amerikanisches multinationales Technologie- und Social-Media-Unternehmen mit Sitz in Venice, Kalifornien. Zu den Produkten zählt der Instant-Messaging-Dienst Snapchat und die am 24. September 2016 vorgestellte Brille Spectacles.

## Geschichte
Das Unternehmen wurde am 16. September 2011 von Evan Spiegel und Bobby Murphy unter dem Namen Picaboo gegründet. Die erfolgreiche Kamera-App für das Teilen von Bildern ließ das Unternehmen bis 2016 rasant wachsen.
Im November 2013 wurde berichtet, dass Snapchat ein Angebot über 3 Milliarden US-Dollar von Facebook für den Kauf des Unternehmens abgelehnt habe.
Im September 2016 ändert das Unternehmen mit der Einführung der „Spectacles“ auch seinen Firmennamen in Snap. Das Wall Street Journal berichtet ebenfalls im September 2016, dass die Snap Inc. einen Wert zwischen 16 Milliarden und 22 Milliarden Dollar haben könnte. Am 15. November 2016 wurde bekannt, dass das Unternehmen die Unterlagen für einen Börsengang bei der US-Börsenaufsicht eingereicht hat. Im Dezember 2016 berichteten Medien, dass Snap eine Entwicklungsabteilung in Shenzhen, China eröffnen wolle, um dort vor allem die Kamera-Brille „Spectacles“ weiterzuentwickeln.
Im Januar 2017 gab das Unternehmen bekannt, sein internationales Hauptquartier im britischen London aufzubauen. Anfang Februar 2017 folgte dann die offizielle Ankündigung für einen Börsengang im Jahr 2017, der nach Presseberichten bis zu 3 Milliarden US-Dollar für das Unternehmen einbringen soll.
Seit dem 2. März 2017 wird das Unternehmen unter der Bezeichnung SNAP an der New York Stock Exchange gehandelt. Die Gründer Evan Spiegel und Bobby Murphy waren bei der Eröffnung der Aktie anwesend. Es erhielt bei dem Börsendebüt eine Bewertung von rund 34 Milliarden Dollar. Laut Beobachtern geschieht dies in einer Zeit, in welcher der Dienst Snapchat einer zunehmenden Konkurrenz von Facebook ausgesetzt ist.

## Investoren
Seit seiner Gründung hat das Unternehmen Investitionskapital in Höhe von 2,65 Milliarden US-Dollar (Stand Januar 2017) erhalten:
- Mai 2012: 485.000 US-Dollar – Leadinvestor Lightspeed Venture Partners
- Februar 2013: 12,5 Millionen US-Dollar – Leadinvestor Benchmark Capital
- Juni 2013: 60 Millionen US-Dollar – Leadinvestor Institutional Venture Partners (mit Tencent aus China als stillem Investor)[16]
- Juni 2013: 20 Millionen US-Dollar – Anleihe
- Dezember 2013: 50 Millionen US-Dollar – Leadinvestor Coatue Management
- Dezember 2014: 485 Millionen US-Dollar – Leadinvestor Kleiner Perkins Caufield & Byers
- März 2015: 200 Millionen US-Dollar – Leadinvestor Alibaba
- Juli 2015: unbekannter Betrag – Leadinvestor Glade Brook Capital Partners
- Mai 2016: ca. 1,8 Milliarden US-Dollar – Investoren waren unter anderem die bisherigen Investoren[17]

## Akquisitionen
Seit Gründung in 2011 hat Snap folgende Unternehmen aufgekauft:
- Mai 2014: AddLive (für 30 Millionen US-Dollar) – Video-Technologie Start-up
- Dezember 2014: Vergence Labs (für 15 Millionen US-Dollar) – Hersteller einer Brillen-Kamera
- Dezember 2014: Scan.me (für 50 Millionen US-Dollar) – Anbieter für QR-Scanning App und iBeacon Technik
- September 2015: Looksery (für 150 Millionen US-Dollar) – Selfie-Animations-Software
- März 2016: Bitstrips (für 100 Millionen US-Dollar) – App für die Erstellung von Cartoon-Avataren
- Juni 2016: Obvious Engineering (für unbekannten Betrag übernommen) – Anbieter des 3D-Bilderdienstes "Seene"
- August 2016 Vurb (für 110 Millionen US-Dollar) – App-Anbieter mit Fokus auf „mobile Suche“
- Dezember 2016: Flite (für unbekannten Betrag übernommen) – Ad-Technology Anbieter
- Dezember 2016: Cimagine Media (für 30 Millionen US-Dollar) – Anbieter einer Augmented-Reality Plattform
- Mai 2021: Waveoptics (500 Millionen US-Dollar) – Hersteller von Waveguides

## Produkte
Hauptprodukt des Unternehmens ist der auf den Austausch von Bildern spezialisierte Instant-Messaging Dienst Snapchat. Seit 2016 liefert Snap, zunächst nur in den USA, die tragbare Kamera „Spectacles“ in Form einer Sonnenbrille. Mit der Brille können kurze Videosequenzen aufgenommen und direkt via Snapchat verteilt werden.

## Rechtsstreit mit Reggie Brown
Im Februar 2013 verklagte Reggie Brown Spiegel und Murphy. Brown zufolge sei er ursprünglich der Vertriebsleiter gewesen und habe die Idee für den Dienst, den er Picaboo nannte, gehabt. Er erklärte außerdem, das Maskottchen entworfen sowie die Idee für den heutigen Firmennamen gehabt zu haben. Browns Anwälte legten Dokumente offen, die die Zusammenarbeit von Spiegel und Murphy belegen sollten, doch Snapchat bezeichnete die Klage als wertlos und Browns Taktik als Erpressung. Im Zuge des Prozesses sagte Brown aus, er habe geglaubt, ein gleichberechtigter Partner gewesen zu sein und zugestimmt zu haben, Kosten sowie Gewinn zu teilen. Spiegel hingegen beschrieb Brown als einen unbezahlten Praktikanten, der nützliche Erfahrung mitgebracht habe. Außerdem sagte Murphy, er habe nie genau verstanden, was Browns Rolle im Unternehmen gewesen sei, ihn aber als einen Praktikanten eingeschätzt. Monate später tat Spiegel den Prozess als ein Exempel von Opportunisten ab, die sich schnell wachsende Unternehmen suchen, um von deren harter Arbeit zu profitieren.
Am 9. September 2014 verkündeten die Inhaber von Snapchat, dass der Prozess gegen den Kollegen und ehemaligen Freund Reggie Brown mit einem Vergleich über eine nicht genannte Summe abgeschlossen worden sei. Im Zuge dessen hätten sie Brown zugestanden, die ursprüngliche Idee von Snapchat gehabt zu haben. In der Pressemitteilung wurde Spiegel zitiert: „We are pleased that we have been able to resolve this matter in a manner that is satisfactory to Mr. Brown and the Company. We acknowledge Reggie’s contribution to the creation of Snapchat and appreciate his work in getting the application off the ground.“ („Wir sind froh, dass wir in der Lage waren, diese Angelegenheit so zu lösen, dass die Situation für Herrn Brown und das Unternehmen zufriedenstellend ist. Wir erkennen Reggies Beitrag zur Entwicklung von Snapchat an und schätzen seine Mitarbeit, die App von Grund auf gestaltet zu haben.“)